# Erich Mahrholz
Erich Hermann Hugo Mahrholz (* 9. November 1879 in Magdeburg; † 1969) war ein deutscher Konteradmiral der Kriegsmarine.

## Leben
Erich Mahrholz trat im April 1898 in die Kaiserliche Marine ein. Am 18. September 1915 wurde er Korvettenkapitän. Er diente bis Oktober 1916 als Erster Artillerie-Offizier auf der Von der Tann und dann bis Juni 1918 in gleicher Position auf der Hindenburg. Auf der Von der Tann erlebte er die Skagerrakschlacht im Mai/Juni 1916. Bis Kriegsende war er I. Adjutant bei der Inspektion der Schiffsartillerie.
Nach dem Krieg wurde er in die Reichsmarine übernommen und hier am 1. Januar 1921 Fregattenkapitän. Von 1921 bis 1923 war er Kommandeur der Küstenwehrabteilung I. Am 1. Oktober 1923 übernahm er als Kapitän zur See (Beförderung zum 1. Mai 1923) von Fritz Wossidlo die Dienststelle als Kommandant von Swinemünde, welche im Zweiten Weltkrieg zum Küstenbefehlshaber Pommern wurde. Bis 1926 war er Kommandant von Swinemünde und wurde dann bis 1928 Kommandant des Marinearsenals Kiel. Am 31. März 1928 wurde er mit dem Charakter als Konteradmiral aus der Marine verabschiedet.
Für die Kriegsmarine wieder aktiviert, war er 1936 Lehrer an der Marinestation der Ostsee in Kiel. Von Oktober 1937 mit Unterbrechung von April 1941 bis Oktober 1941 war er bis Juni 1943 Kommandant der Seewasserstraße Kaiser-Wilhelm-Kanal. In dieser Position wurde er am 1. September 1940 erst zum Konteradmiral befördert und dann erfolgte noch seine Überführung vom E-Offizier zum regulären Marineoffizier. Zwischenzeitlich war er im April/Mai 1941 als Vertretung von Hasso von Bredow Küstenbefehlshaber Pommern und ebenfalls in Vertretung Küstenbefehlshaber östliche Ostsee. Er wurde am 1. September 1942 z. V. gesetzt und stand im Juni/Juli 1943 zur Verfügung des MOK Ost. Am 31. Juli 1943 wurde er aus der Kriegsmarine verabschiedet.